# Callulops kopsteini
Callulops kopsteini es una especie  de anfibios de la familia Microhylidae.

## Distribución geográfica
Es endémica de la isla Sanana, islas Sula (Indonesia).

## Estado de conservación
Se encuentra amenazada de extinción por la pérdida de su hábitat natural.